# Chicago Studebaker Flyers
Los Chicago Studebaker Flyers (también conocidos como Chicago Studebakers) fueron un equipo de baloncesto que jugó en la National Basketball League (NBL), competición antecesora de la actual NBA, con sede en la ciudad de Chicago, Illinois. Fue fundado en 1942 por United Auto Workers y reemplazó a los Chicago Bruins de George Halas, equipo desaparecido en 1942.

## NBL
Los Studebakers entraron a la liga en la temporada 1942-43, y junto con los Toledo Jim White Chevrolets fueron de los primeros equipos en aceptar jugadores afroamericanos en su plantilla, firmando a seis integrantes de los Harlem Globetrotters: Tony Peyton, Duke Cumberland, Bernie Price, Sonny Boswell, Roosie Hudson y Hillary Brown. En su única temporada en la NBL, el equipo logró un balance de 8 victorias y 15 derrotas, y fue eliminado en la primera ronda del World Professional Basketball Tournament por los Minneapolis Sparklers por 45-44.

### Trayectoria
Nota: G: Partidos ganados P:Partidos perdidos 
| Temporada | Liga | G | P  | %    | Posición | División    | Play-offs       |
| --------- | ---- | - | -- | ---- | -------- | ----------- | --------------- |
| 1942-43   | NBL  | 8 | 15 | .349 | 4º       | Grupo único | No se clasificó |